# هالو بانكوك (مسرحية)
مسرحية هالو بانكوك .
من إنتاج مسرح السلام عامي: 1988، 1989 عرضت على مسرح الدسمه بالكويت، تأليف: عبد العزيز المسلم إخراج: عبد الناصر الزاير

## بطولة
إبراهيم الصلال
عبد العزيز النمش
محمد السريع
عبد العزيز المسلم
عبدالله العلي
أمبيريك
طارق العلي
ولد الديرة
صالح الباوي
عادل المسلم
أحمد الفرج.
وقد قام الفنان عبد العزيز المسلم بتأليفها

## ملخص الأحداث
مسرحية أجتماعية كوميدية تعرض مايفعله بعض الشباب عند السفر إلى بعض الدول، فيسافر فيها صالح(محمد السريع)مع صاحبه- بو اعبيد إلى بانكوك كاذبا على والده بوصالح (إبراهيم الصلال) بحجة البحث عن أبنه، ولكن الأبن يأتي من لندن فور ذهاب الأب إلى المطار،فيسافر بو صالح وحفيده مع أسرة صاحب صالح- بو اعبيد (عبد العزيز النمش وعبد العزيز المسلم) وعند وصولهم تقوم الشرطة ببانكوك بالقبض على حفيد بو صالح، لماذا قبضت شرطة بانكوك على حفيد بوصالح؟؟ وهل ما قاله صالح صحيح؟؟

## حقائق
(كانت هذه المسرحية ثاني تجربة إنتاجية للفنان عبد العزيز المسلم بعدما استلم مسرح السلام من والده الأستاذ عبد الله المسلم، حققت هالو بانكوك النجاح الساحق والجبار وكانت هذه المسرحية انطلاق للفنان عبد العزيز المسلم في عالم المسرح وأيضا لشخصية اعبيد التي قدمت للمره الأولى في هذه المسرحية، ولا تزال الناس تشاهد هذه المسرحية نظرا لمحتواها الاجتماعي والكوميدي) 
| سبقه برشامه | أعمال مسرح السلام 1988 و1989 | تبعه فري كويت |